# اشلی والترز
اَشلی آنتونی والترز (انگلیسی: Ashley Walters؛ زادهٔ ۳۰ ژوئن ۱۹۸۲) موسیقی‌دان، خوانندهٔ رپ و بازیگر اهل انگلستان است. وی از سال ۱۹۹۲ میلادی تاکنون مشغول فعالیت بوده‌است.
از فیلم‌ها یا برنامه‌های تلویزیونی که وی در آن نقش داشته است، می‌توان به در بی‌خبری، روز سنت جرج، شیادها ، خون‌بهای میلیونر، دابلیو. دلتا. زد و سه‌شنبه اشاره کرد.